# Václav Eliáš Lenhart
Václav Eliáš Lenhart (20. července 1744 Bošovice - 1. května 1806 Kostelec nad Černými lesy) byl český lesník, autor první česky psané lesnické publikace.

## Život
Narodil se v Bošovicích, syn Josefa Linharta a manželky Justiny. Od svých dvaceti let (1764) sloužil na lichtenštejnském panství v Moravském Krumlově jako knížecí osobní myslivec, odkud byl roku 1775 byl přeložen na panství Rumburk. Od roku 1788 působil v Kostelci nad Černými lesy, kde dosáhl funkce lesmistra.
V Kostelci nad Černými lesy zemřel. Byl dvakrát ženatý, dva z jeho synů působili jako panští lesníci ve službách Lichtenštejnů, syn Antonín a zeť Ignác byli knížecími úředníky ve službách Lichtenštejnů.

## Dílo
Václav Eliáš Lenhart byl zakladatelem české lesnické vědy.
Vlastním nákladem vydal roku 1793 svou první českou odbornou lesnickou knihu Zkušené naučení k velmi potřebnému již za našich časů osetí lesův, ku kterémuž ještě jiná velmi užitečná naučení o povinnostech myslivce lesův dle zkušenosti dokonale hledícího přidána jsou (znovu vydáno 2003). V roce 1802 vyšel ve Vídni soubor lesních instrukcí pro lichtenštejnské lesy, jejichž byl spoluautorem.
- LENHART, Václav Eliáš, ROČEK, Ivan, ed. Zkušené naučení k velmi potřebnému již za našich časů osetí lesův, ku kterémuž ještě jiná velmi užitečná naučení o povinnostech myslivce lesův dle zkušenosti dokonále hledícího přidána jsou. V Praze: Česká zemědělská univerzita, Lesnická fakulta, 2003. ISBN 80-213-1026-X.
- LENHART, Václav Eliáš, Václav Eliáš LENHART a Václav Eliáš LENHART, ROČEK, Ivan a Šárka STEINOVÁ, ed. Zkušené naučení k osetí lesův: Gegründete Versuche von der Holzsaat. Praha: Lesnická fakulta České zemědělské univerzity v Praze, 2017. ISBN 978-80-213-2753-5.

## Památka
V roce 1958 byl u příležitosti sjezdu československých lesníků vztyčen ve voděradských lesích pamětní kámen připomínající Václava Eliáše Lenharta.